# Henryk Schabenbeck

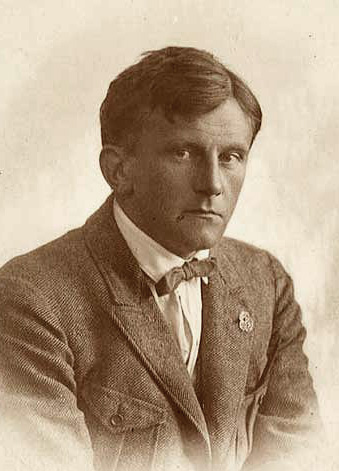
Portret architekta Karola Stryjeńskiego autorstwa Schabenbecka

Henryk Schabenbeck (ur. 1886, zm. 1939) – polski fotograf, fotografik i operator filmowy oraz działacz społeczny i samorządowiec związany z Zakopanem. Właściciel pierwszego zakładu fotograficznego na Podhalu i jeden z najpopularniejszych fotografików podhalańskich okresu międzywojennego. Schabenbek był także aktywistą Sokoła, radnym miejskim i komisarycznym burmistrzem miasta po wybuchu II wojny światowej. Aresztowany przez Niemców, zginął rozstrzelany w listopadzie 1939 w podkrakowskim forcie Krzesławice.

## Życiorys
Urodził się 11 lub 12 maja 1886 w Przemyślu w ówczesnej austro-węgierskiej Galicji jako syn lwowskiego cukiernika Karola i Karoliny z Grossmanów. Jego ojciec zmarł gdy Schabenbeck miał 14 lat. W 1903 zakończył edukację w jednej z lwowskich szkół i podjął pracę w jednym z tamtejszych studiów fotograficznych (źródła podają studio Zofii Trzemeckiej lub zakład fotograficzny Jaworskiego w Złoczowie). W 1906 matka Schabenbecka sprzedała lwowską cukiernię i przeniosła się wraz z synem do Zakopanego, gdzie otworzyła pensjonat, a jej syn – własny zakład fotograficzny „Stefa”, nazwany tak na cześć willi Stefa przy Krupówkach, w której zamieszkali oboje. Był to pierwszy zakład fotograficzny w historii Zakopanego, wkrótce wzbogacił się także o filię w Nowym Targu.
Fotografował zarówno portrety, jak i krajobrazy Podhala. W 1910 jego zdjęcia po raz pierwszy trafiły na międzynarodową wystawę fotograficzną w Rzymie, gdzie zdobyły złoty medal. Jego karierę przerwał wybuch I wojny światowej. Powołany do armii austro-węgierskiej, trafił na front, gdzie wkrótce dostał się do rosyjskiej niewoli i trafił do obozu jenieckiego na Syberii. Udało mu się uciec z obozu i dotrzeć do Barnaułu nad Obem, gdzie otworzył zakład fotograficzny i doskonalił swoje umiejętności fotograficzne.
Do kraju powrócił po wojnie polsko–bolszewickiej i ponownie zajął się fotografią w swoim zakładzie w Zakopanem. Jego prace zyskały spory rozgłos, a po I wojnie światowej był uznawany za jednego z najlepszych fotografików w Polsce. Jego prace trafiały na wystawy w kraju i za granicą, były także reprodukowane w postaci pocztówek, publikowane w gazetach, książkach i przewodnikach po Tatrach i Podhalu.
W tym czasie eksperymentował również z filmem. Jego seria krótkometrażowych dokumentów Kronika zakopiańska z 1924 była wyświetlana w zakopiańskim kinie „Sokół”. Rok później był również operatorem filmu Sabałowa baśń w reżyserii Wojciecha Leszczyca. W 1930 nakręcił kolejny krajoznawczy film krótkometrażowy o Dolinie Kościeliskiej. Zrealizował również filmowy dokument na temat Olimpiady w Berlinie.
Przez całe życie angażował się w działalność społeczną. Do Sokoła wstąpił jeszcze w 1902 roku, przed pierwszą wojną był kierownikiem drużyny w Zakopanem, w końcu lat 20. był wiceprezesem, a od 1938 prezesem Zarządu Towarzystwa. W latach 20. i 30. opiekował się również sekcją narciarską lokalnego oddziału tej organizacji. Po I wojnie był aktywnym członkiem Fotoklubu Polskiego, przez pewien czas pełnił również funkcję prezesa podhalańskiego okręgu Polskiego Związku Narciarskiego.
W 1931 zakład Schabenbecka przeniesiony został do nowej siedziby, okazałej kamienicy wybudowanej w miejscu rozebranej willi Stefa. On sam wkrótce potem zaangażował się w prace samorządu miejskiego: w 1934 został radnym Zakopanego, przez pewien czas pełnił funkcje ławnika i zastępcy burmistrza. Na krótko przed wybuchem II wojny światowej dołączył też do lokalnego oddziału dywersji pozafrontowej.

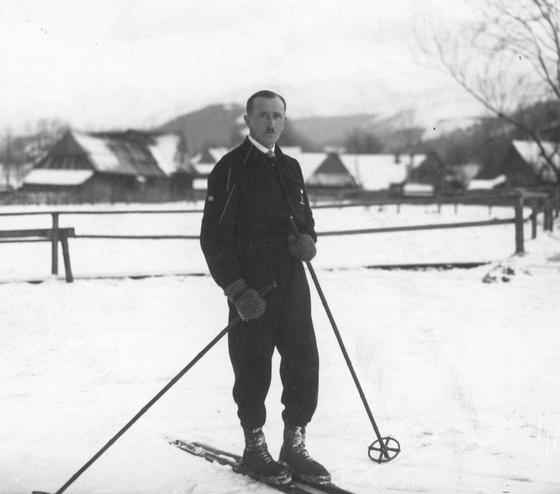
Aleksander Bobkowski na zdjęciu Schabenbecka z 1938 roku

Gdy 2 września 1939, w czasie wojny obronnej 1939 roku, burmistrz Zakopanego Eugeniusz Zaczyński opuścił miasto, Komitet Obywatelski wybrał Schabenbecka na jego następcę. Pozostał na stanowisku także po rozpoczęciu okupacji hitlerowskiej, jednak już 9–10 września 1939 (niektóre źródła twierdzą, że 12 września lub w listopadzie) został aresztowany przez Gestapo, wywieziony do Krzesławic koło Krakowa i rozstrzelany w masowej egzekucji na terenie tamtejszego fortu. Po wojnie jego szczątki zostały odnalezione, ekshumowane i przewiezione na Nowy Cmentarz w Zakopanem.
Posiadał troje dzieci z małżeństwa z Heleną z Panczakiewiczów, z których wszystkie zostały fotografikami. Córki Janina (urodzona w 1911) i Anna (1913) wyemigrowały po wojnie do Kanady. Syn Stefan próbował prowadzić zakład fotograficzny ojca po jego aresztowaniu, jednak on sam także został przez Niemców aresztowany i zesłany do obozu koncentracyjnego Auschwitz, a następnie do obozu koncentracyjnego Oranienburg, gdzie zginął w alianckim nalocie bombowym 15 marca 1945 roku. Przejęty przez Niemców zakład fotograficzny po wojnie znacjonalizowano i działał dalej w tym samym miejscu pod szyldem „Foto-Jedność”.